# Чуфаров, Владимир Григорьевич
Влади́мир Григо́рьевич Чуфа́ров (18 февраля 1933, Свердловск, РСФСР, СССР ― 7 апреля 1995, Екатеринбург, Российская Федерация) ― советский российский историк, доктор исторических наук (1972), профессор (1972) Уральского государственного университета.

## Биография
Родился 18 февраля 1933 года в городе Свердловск, РСФСР. Его отец, Григорий Чуфаров, был советским хозяйственным, государственным и политическим деятелем, членом-корреспондентом АН СССР с 23 октября 1953 года по Отделению химических наук (физическая химия), членом ВКП(б) с 1939 года.
В 1951 году поступил на исторический факультет Уральского государственного университета, который окончил в 1956 году.
С 1956 года два года работал учителем истории в средней школе города Нижний Тагил. В 1958 году начал работать на кафедре истории КПСС Уральского университета, в 1970 году назначен заведующим этой кафедры, работал в этой должности до 1989 года.
В 1960 году успешно защитил кандидатскую диссертацию на тему «Деятельность партийных организаций на Урале по развитию народного образования в годы восстановления народного хозяйства (1921—1925 гг.)». В 1962 году ему присвоено учёное звание доцента.
В 1970 году защитил докторскую диссертацию на тему «Деятельность партийных организаций Урала по осуществлению культурной революции (1920—1937 гг.)».
Чуфаров преподавал в Институте повышения квалификации преподавателей общественных наук Уральского университета, руководил семинаром преподавателей общественных наук вузов Свердловска. Был председателем специализированного совета при Уральском университете по защите кандидатских диссертаций по истории КПСС. Возглавлял Проблемный совет Министерства высшего образования РСФСР «Партийное руководство культурным строительством в СССР».
Является создателем и руководителем научной школы по истории культурного строительства на Урале в 1920—1930-е гг. Написал более 80 научных трудов, в том числе монографии. Подготовил восемь докторов и свыше 40 кандидатов наук.
В 1971 году получил вторую премию Уральского университета за монографию по истории партийного руководства осуществлением культурной революции на Урале. Награждён знаком «Отличник высшей школы».
Умер 7 апреля 1995 года в Екатеринбурге, похоронен на Широкореченском кладбище.